# János Huszák
János Huszák (* 5. Februar 1992) ist ein ungarischer Leichtathlet, der sich auf den Diskuswurf spezialisiert hat.

## Sportliche Laufbahn
Erste internationale Erfahrungen sammelte János Huszák beim Europäischen Olympischen Jugendfestival 2009 in Tampere, bei der er mit einer Weite von 50,99 m den neunten Platz belegte. Im Jahr darauf schied er dann bei den Juniorenweltmeisterschaften in Moncton mit 52,47 m in der Qualifikation aus und 2011 belegte er bei den Junioreneuropameisterschaften in Tallinn mit 58,11 m den siebten Platz. 2013 scheiterte er bei den U23-Europameisterschaften in Tampere mit 53,64 m in der Qualifikation und 2015 wurde er bei der Sommer-Universiade in Gwangju mit 58,61 m Sechster. 2016 nahm er erstmals an den Europameisterschaften in Amsterdam teil, schied dort aber mit 60,58 m in der Qualifikation aus. 2017 belegte er bei den Studentenweltspielen in Taipeh mit 59,69 m den sechsten Platz und 2019 scheiterte er bei den Weltmeisterschaften in Doha mit 60,45 m in der Qualifikation.
2020 wurde Huszák ungarischer Meister im Diskuswurf.